# Manetón
Manetón fue un sacerdote e historiador egipcio de expresión griega. Nació en Sebennitos (actualmente Samannud) en el siglo III a. C.

## Biografía
Manetón vivió durante el reinado de Ptolomeo I y Ptolomeo II.
Compuso la Aigyptíaka (‘Historia de Egipto’), en la que organizó la cronología de su larga historia en forma de dinastías desde los tiempos míticos hasta la conquista de Alejandro Magno.
Esta división ha sido generalmente aceptada por la Egiptología moderna.
La obra se ha conservado a través de las citas de otros escritores antiguos como Flavio Josefo (siglo I), Sexto Julio Africano (siglo III) y Jorge Sincelo (siglo VIII o IX).
No hay fuentes que indiquen las fechas del nacimiento y muerte de Manetón, pero su obra se asocia frecuentemente a los reinados de Ptolomeo I Sóter (323-283 a. C.) y Ptolomeo II Filadelfo (285-246 a. C.).
En el Papiro Hibeh, datado en 240 o 241 a. C., se menciona a un Manetón y, si se trata del mismo personaje, habría vivido también durante el reinado de Ptolomeo III Evergetes (246-220 a. C.).
Manetón fue probablemente un sacerdote del dios sol Ra en Heliópolis (Sincelo asegura que era el sumo sacerdote) y se le consideraba también una autoridad en el culto de Serapis, una derivación greco-macedónica del culto egipcio de Osiris-Apis iniciada con la conquista de Alejandro Magno.
Uno de los dos primeros Ptolomeos importó una estatua del dios entre 286 y 270 a. C.(Probablemente Ptolomeo I), proyecto supervisado por Timoteo de Atenas (autoridad en Démeter en Eleusis) y Manetón.
Pese a ser egipcio y escribir sobre temas egipcios, usó exclusivamente el griego, como se hizo habitual durante la dinastía helenística de faraones ptolomeos.
Sus obras conocidas son:
- Aigyptíaka,
- Contra Heródoto,
- El libro sagrado,
- Sobre la antigüedad y la religión,
- Sobre las festividades,
- Sobre la preparación de Kyphi,
- Breviario de física y
- Libro de Sothis.

## Aegyptíaka
Es la obra más extensa de Manetón, y la de mayor relevancia.
Está organizada cronológicamente y repartida en tres volúmenes.
Establece una división de gobernantes en dinastías que fue una innovación suya.
Manetón acuñó el término "dinastía" (del griego dynasteia, "poder de gobierno") para representar grupos de gobernantes con origen común.
No lo entendía como hoy (linajes consanguíneos), sino que introdujo cada dinastía cuando percibía algún tipo de discontinuidad, ora geográfica (por ejemplo, la dinastía IV era de Menfis, la V de Elefantina), ora genealógica (especialmente la dinastía I, en la que se refiere a cada faraón sucesivo como "hijo" del anterior para definir lo que entiende por "continuidad").
Dentro de la superestructura de una tabla genealógica de gobernantes, Manetón se extiende con narraciones extensas sobre los gobernantes faraónicos.
Se suele afirmar que la Aegyptíaka se escribió con la intención de establecer una historia nacional hasta entonces inexistente y alternativa a la visión que ofreció de Egipto Heródoto, en el mismo sentido que la Historia de Babilonia del caldeo Beroso. Desde esta perspectiva, Contra Heródoto podría ser una versión resumida o simplemente una parte de la Aegyptíaka que circulase independientemente.
Por desgracia, tanto una como la otra no se conservan hoy en su forma original.

## Transmisión y recepción
A pesar de haber sido utilizada para la reconstrucción de la historia de Egipto, la Aegyptíaka no solo no se conservó en su totalidad, sino que se vio envuelta en una disputa entre polemistas semitas y antisemitas.
Durante este período, las disputas versaban sobre las civilizaciones "más antiguas", de forma que la crónica de Manetón fue muy probablemente alterada deliberadamente.
Existe material semejante al de Manetón en Lisímaco de Alejandría, y se supone que se insertó dentro del de Manetón.
Parece que esto aconteció antes del siglo I d. C., cuando Flavio Josefo comenzó a escribir.
La referencia más antigua a Manetón es la de Flavio Josefo en Contra Apión (Contra Apionem), en la que está claro que Josefo no difiere de los originales.